# فریدون فرح‌اندوز

فریدون فرح‌اندوز (زادهٔ ۹ اسفند ۱۳۲۵) صداپیشه و برنامه‌ساز تلویزیونیِ ایران است.

## زندگی‌نامه
وی در ۹ اسفند سال ۱۳۲۵ خورشیدی در خیابان ناصرخسرو تهران زاده شد. تحصیلات ابتدایی و متوسطهٔ خود را در تهران به پایان رساند و تحصیلات عالی خود را در رشتهٔ زیست‌شناسی در دانشگاه تهران تکمیل نمود. او کار گویندگی را از سال ۱۳۴۵ با شرکت در نمایش‌های رادیوییِ رادیو تهران آغاز کرد. در سال ۱۳۴۶ رسماً به استخدام تلویزیون ملی ایران درآمد و تا سال ۱۳۵۷ در این رسانه خدمت کرد. فرح‌اندوز سال‌ها مدیر و سردبیر بخش خبر شبکهٔ دوم تلویزیون ملی ایران بود و در کنار این سمت، به گویندگی و اجرای برنامه‌های دیگر تلویزیونی نیز می‌پرداخت. او در همین زمان با سفر به مراکز استان‌های مختلف، به افتتاح تلویزیون در این استان‌ها کمک می‌کرد. در سال ۱۳۵۴ برای گذراندن یک دورهٔ آموزشی شش‌ماهه در علوم ارتباطات و رادیو و تلویزیون در دانشگاه میشیگان، به آمریکا رفت. پس از بازگشت به ایران فعالیت حرفه‌ای خود را با ساختن صدها برنامهٔ تلویزیونی و مصاحبه با بسیاری از شخصیت‌های مطرح فرهنگی، ادبی، سیاسی و اجتماعی آن روزها ادامه داد.
فریدون فرح‌اندوز در زمستان سال ۱۳۵۷ پس از انقلاب ایران (۱۳۵۷) از ادامهٔ فعالیت در تلویزیون ملی ایران بازماند و تا پاییز ۱۳۵۸ در کنار تورج نگهبان و علیرضا میبدی، به تهیه و تولید مجلهٔ گویای «صدا» در ایران پرداخت. تعداد ۳ نسخه از این مجلهٔ صوتی که روی نوار کاست ضبط می‌شد منتشر شد و در اختیار خوانندگان قرار گرفت. این مجله، اولین مجلهٔ صوتی ایران محسوب می‌شود. گویندگی فیلم‌های مستند و آنونس فیلم‌های سینمایی از دیگر فعالیت‌های او در این زمان است. حضور صدای او در جایگاه راوی فیلم محمد رسول‌الله، آخرین حضور حرفه‌ای‌اش پیش از ترک ایران در یک کار رسانه‌ای است. یکی از برترین و ماندگارترین گویندگی‌های او در مجموعهٔ مستند «دنیا در جنگ» در ۲۱ قسمت بود که قبل از انقلاب انجام شده بود.
فرح‌اندوز در سال ۱۳۵۸ به آمریکا مهاجرت کرد. سال ۱۳۵۹ به بخش فارسی صدای آمریکا پیوست و بیست و سه سال در سمت‌های مختلف در این رسانه کار کرد. فریدون فرح‌اندوز در این بیست و سه سال، در صدای آمریکا به اجرای خبر و برنامه‌های مختلف فرهنگی، ادبی و سینمایی پرداخت.
پس از کناره‌گیری از صدای آمریکا در سال ۱۳۸۲ به مطالعه، گزینش و اجرای اشعار شعرای معاصر ایران از جمله شعر ترا ای کهن بوم و بر دوست دارم از مهدی اخوان ثالث در آلبوم‌های «با سلامی دوباره» (۱۳۸۳)، «فریاد در باد» و «صدای عشق» (۱۳۸۵) پرداخت. در سال ۱۳۸۵ نیز به دعوت مؤسسهٔ کتاب گویا، سه اثر «ضحاک ماردوش»، «افسانه‌ها» و «سیمای دو زن» نوشتهٔ «علی‌اکبر سعیدی سیرجانی» را به‌صورت کتاب گویا اجرا کرد.
فریدون فرح‌اندوز هم‌اکنون ساکن واشینگتن آمریکاست. زندگی‌نامهٔ فریدون فرح‌اندوز به کمک خود وی و توسط ماندانا زندیان (شاعر ایرانی مقیم لس آنجلس) نخستین بار برای مؤسسهٔ کتاب گویا در لس آنجلس نوشته شد.
در تاریخ یکشنبه ۱۰ نوامبر ۲۰۲۴ مراسم بزرگداشت فریدون فرح‌اندوز با عنوان (صدای دیروز و امروز و هنوز، فریدون فرح اندوز) به همت شبهای شعر واشینگتن و مرکز پارس پلیس برگزار شد و هما فصیحیان، ‎احمد رضا بهارلو، ‎صمصام کشفی، ‎تقی مختار، ‎دکتر ارژنگ اسعد و ‎مژده بهار در آن به سخنرانی و اجرای برنامه پرداختند.
فریدون فرح‌اندوز کار رسانه‌ای را با بازپخش پیوسته آثار فرهنگی و هنری و اجتماعی و اجرا و انتشار آثار تازه در رسانه‌های خود در شبکه‌های اجتماعی تداوم داده‌است.

## اجرای صوتی آثار ادبی
- نویسندگی، تهیه و اجرای بیش از صد قسمت برنامهٔ تلویزیونی با عنوان حرفی برای گفتن، ۲۰۱۴ تا ۲۰۱۷
- مجموعهٔ دوزبانهٔ آرش کمانگیر اثر سیاوش کسرایی به زبان فارسی و انگلیسی. اجرای فارسی با صدای فریدون فرح‌اندوز و اجرا به زبان انگلیسی با صدای سوزی ضیایی. مؤسسه کتاب گویای ایران
- اجرای صوتی و تصویری غزل‌های حافظ با صدای فریدون فرح‌اندوز، منتشرشده در تلویزیون اندیشه
- هفت هزار سالگان. مجموعه صوتی رباعیات خیام بر اساس پژوهش صادق هدایت، آهنگساز: محمدرضا علیقلی، با صدای فریدون فرح‌اندوز. تهیه‌کننده: سهراب اخوان. شامل دو سی دی، ناشر: مؤسسه صدای کتاب. سال ۲۰۰۹
- فریاد در باد. کتاب صوتی. گزینش و اجرای فریدون فرح‌اندوز، موسیقی متن و ترکیب صدا: کاوه ادیب. سال ۲۰۰۶، فیلمکس مدیا
- صدای عشق. شعرهایی از فریدون فرح‌اندوز، هوشنگ ابتهاج، مهدی اخوان ثالث، سیمین بهبهانی، سهراب سپهری، احمد شاملو، فروغ فرخزاد، فریدون مشیری، حمید مصدق، نادر نادرپور، نیما یوشیج. صدا: فریدون فرح‌اندوز، موسیقی متن و ترکیب صدا: کاوه ادیب، تهیه‌کننده :سهراب اخوان. سال ۲۰۰۶
- با سلامی دوباره. مجموعه صوتی شعرهایی از نادر نادرپور (آن پرتو سوزان جادویی)، فریدون مشیری (مسافر)، سیمین بهبهانی (دوباره می‌سازمت وطن)، سیاوش کسرایی (آرش کمان‌گیر)، مهدی اخوان ثالث (تو را ای کهن بوم و بر دوست دارم). سال ۲۰۰۳
- فریدون مشیری و شعرش. کتاب صوتی با صدای فریدون فرح‌اندوز، موسیقی پابلو چاوز
- نوروز. کتاب صوتی. تنظیم و اجرا: فریدون فرح‌اندوز، تهیه‌کننده: سهراب اخوان سال ۲۰۱۰
- از دیار حبیب تا بلاد غریب. اجرای صوتی گزیده شعرهای نادر نادرپور و شرح مختصری از تاریخچه زندگی نادرپور به روایت فریدون فرح اندوز. کتاب صوتی با صدای فریدون فرح‌اندوز، موسیقی متن: محمدرضا علیقلی، ضبط و تدوین: کاوه ادیب، کارهای هنری: محمد رامهرمزی
- سهراب سپهری. اجرای صوتی و تصویری گزیده شعرهای سهراب سپهری و شرح مختصری از تاریخچه زندگی سپهری به روایت فریدون فرح اندوز. کتاب صوتی و دی وی دی تصویری با صدای فریدون فرح‌اندوز، تدوین و انتخاب موسیقی متن: رامین برزگر، تیتراژ: کاوه ادیب، طراحی: محمد رامهرمزی
- حجرهٔ خورشید. گزیده غزلیات شمس. مولوی. کتاب صوتی. موسیقی متن: عباس بختیاری، تدوین و در هم آمیزی صدا و موسیقی: کاوه ادیب، طرح و نقش: محمد رامهرمزی، تهیه و اجرا: فریدون فرح اندوز